# رادار AN/TPY2
رادار AN/TPY-2 الخاص بمنظومة الدفاع الصاروخي الباليستي THAAD راداراً متنقلاً سريع الانتشار،
عالي الوضوح، يعمل على النطاق الترددي إكس (X-band)، من الطيف الكهرومغناطيسي، قادر على اكتشاف
الأهداف في المدى البعيد وتتبعها بشكل دقيق، ويميز كافة أنواع الصواريخ البالستية التي تتراوح بين الصواريخ
القصيرة المدى والعابرة للقارات. لدى الرادار خوارزميات عالية التعقيد حيث انه لدية قدرة على تحديد نوع الهدف إذا كان وهميا ام لا . 
أي ان عندما توجد عدة أهداف متعددة وهمية وبينها هدف معادي يشكل خطرا في الجو ضمن مجموعة واحدة يقوم الرادار بتحديد الهدف المعادي من بين تلك الأهداف الوهمية ويقوم الرادار بدوره بإرسال تلك المعلومات إلى الصواريخ الاعتراضية 

## المواصفات الفنية
- - عرض الهوائي: 9.2 م
  - مساحة الهوائي: 9.2 متر مربع
  - مدى التردد : 8-10 جيجاهرتز (نطاق X)
  - إجمالي متطلبات الطاقة: 2.1 ميجاوات
  - متطلبات الطاقة لمعالجة الرادار والإشارات: 1.1 ميغاواط
  - عدد أجهزة الإرسال: 334 25
  - المدى: 1000 كم

## المستخدمون
الولايات المتحدة
 حلف شمال الأطلسي
 اليابان
 السعودية 
 كوريا الجنوبية
 إسرائيل 

## مستخدمون محتملين في المستقبل
الإمارات العربية المتحدة 
 قطر

## روابط خارجية
- مراقبة الرادار البحرية / القابلة للنقل